# (29903) 1999 HP9
(29903) 1999 HP9 è un asteroide della fascia principale esterna. Scoperto nel 1999, presenta un'orbita caratterizzata da un semiasse maggiore pari a 2,840115 UA e da un'eccentricità di 0,120458, inclinata di 8,650612ª rispetto all'eclittica. Ha un diametro di 8,627 km, un periodo di rotazione di 13,292 ore e un'albedo di 0,180.
Fa parte della famiglia di asteroidi 1993 FY12.